# Aaron Mokoena
Aaron Mokoena (Johannesburgo, Sudáfrica, 25 de noviembre de 1980) es un exfutbolista profesional sudafricano que jugaba como volante de contención o defensa central en el Wits University F.C. de la Premier Soccer League de Sudáfrica. Fue internacional absoluto por Sudáfrica.

## Trayectoria
Mokoena debutó con el Ajax con 19 años, en la temporada 1999/00 aunque no llegó a hacerse con un hueco en el equipo titular.
Tras una cesión al KFC Germinal Beerschot en la temporada 2001/02 sería fichado por el Racing Genk donde sí conseguiría estar entre en los titulares, lo que le valió su fichaje por el Blackburn Rovers. Debutó con el Blackburn en Premier League en la temporada 2005/06, y desde entonces ha jugado más de 100 partidos siendo parte importante del equipo durante las últimas temporadas.
En la temporada 2009/10 fue transferido al Portsmouth FC inglés donde militó hasta la temporada 2011/12.
Luego del descenso del Portsmouth FC a la Football League One, sumándole la gravísima situación financiera que vive el club, Mokoena decide volver a su país fichando por el Wits University F.C., equipo de la Premier Soccer League

## Selección nacional
Ha sido internacional con la Selección de fútbol de Sudáfrica ha jugado 104 partidos internacionales y ha anotado 1 gol hasta el 17 de junio de 2011.
Es el jugador más joven en haber representado a Sudáfrica, habiendo participado en 1999 en las eliminatorias a los Juegos Olímpicos de Sídney 2000 con 18/19 años; luego reemplazó a Lucas Radebe como capitán nacional. Jugó en las Olimpiadas y Sudáfrica se ubicó tercera en el Grupo D.
Además fue convocado a las ediciones de 2002 y 2004 de la Copa Africana de Naciones. En enero de 2008, Mokoena fue el capitán del combinado nacional en la edición de 2008 en Ghana. También capitaneó al equipo en la Copa Confederaciones 2009 y en la Copa del Mundo de 2010, ambos torneos realizados en su país. En el Mundial, Mokoena fue el capitán en los tres partidos que disputó su selección ante México (1-1), Uruguay (0-3) y Francia (2-1)
Disputó su partido 100 ante Guatemala en Polokwane. Se jugó el 3 de mayo de 2010 y Sudáfrica goleó 5-0, Mokoena lo celebró entrando al campo llevando la camiseta con el número 100 en el dorsal.
No pudo ser otro. Mokoena marcó el gol que permitió la remontada de Sudáfrica ante Francia en el mundial de 2008. Ese gol marcado en el minuto 90 que ponía el 5-5 en el marcador y que levantó a un pueblo entero dividido y los unió como hermanos. El gol que metió Sudáfrica entera

### Participaciones en Copas del Mundo
| Mundial                        | Sede                  | Resultado    | Partidos | Goles |
| ------------------------------ | --------------------- | ------------ | -------- | ----- |
| Copa Mundial de Fútbol de 2002 | Corea del Sur y Japón | Primera fase | 3        | 0     |
| Copa Mundial de Fútbol de 2010 | Sudáfrica             | Primera fase | 3        | 1     |

### Participaciones en Copas Africanas
| Copa                           | Sede         | Resultado        | Partidos | Goles |
| ------------------------------ | ------------ | ---------------- | -------- | ----- |
| Copa Africana de Naciones 1998 | Burkina Faso | Subcampeón       | 0        | 0     |
| Copa Africana de Naciones 2002 | Malí         | Cuartos de final | 4        | 0     |
| Copa Africana de Naciones 2004 | Túnez        | Primera fase     | 3        | 0     |
| Copa Africana de Naciones 2008 | Ghana        | Primera fase     | 3        | 0     |

### Participaciones en Copas Confederaciones
| Copa                           | Sede      | Resultado    | Partidos | Goles |
| ------------------------------ | --------- | ------------ | -------- | ----- |
| Copa FIFA Confederaciones 2009 | Sudáfrica | Cuarto lugar | 5        | 0     |

### Participaciones en Juegos Olímpicos
| Olimpiada                       | Sede      | Resultado    | Partidos | Goles |
| ------------------------------- | --------- | ------------ | -------- | ----- |
| Juegos Olímpicos de Sídney 2000 | Australia | Primera fase | 3        | 0     |

## Clubes
| Club                 | País         | Año       |
| -------------------- | ------------ | --------- |
| Ajax                 | Países Bajos | 1999-2001 |
| Germinal Beerschot   | Bélgica      | 2001      |
| Ajax                 | Países Bajos | 2001-2002 |
| Germinal Beerschot   | Bélgica      | 2002      |
| Racing Genk          | Bélgica      | 2003-2005 |
| Blackburn Rovers     | Inglaterra   | 2005-2009 |
| Portsmouth           | Inglaterra   | 2009-2012 |
| Wits University F.C. | Sudáfrica    | 2012-2013 |

## Palmarés

### Campeonatos nacionales
| Título                | Club             | País       | Año  |
| --------------------- | ---------------- | ---------- | ---- |
| Lancashire Senior Cup | Blackburn Rovers | Inglaterra | 2007 |
| Kappa Trophy          | Portsmouth       | Inglaterra | 2010 |

### Copas internacionales
| Título       | Club       | País   | Año  |
| ------------ | ---------- | ------ | ---- |
| Edmonton Cup | Portsmouth | Canadá | 2010 |